# Johannes von Polle
Johannes von Polle (* im 14. Jahrhundert; † im 15. Jahrhundert) war päpstlicher Abbreviator und  Domherr in verschiedenen Bistümern.

## Leben
Johannes von Polle war als päpstlicher Abbreviator in der Römischen Kurie für die selbständige Bearbeitung von einfachen Justizsachen sowie für die vorbereitende Textgestaltung der päpstlichen Bullen zuständig.
Am 10. November 1389 erhielt er von Papst Bonifatius IX. die Zusage auf ein Kanonikat in Xanten und Münster. Am 13. September 1390 kam eine Präbende für die Kirche St. Kunibert in Köln hinzu. Im Gegenzug musste von Polle auf seine münsterische Präbende zugunsten des Bernhard Valke verzichten. 1396 erhielt er eine Zusage für eine Präbende im Bonner Münster. Von Polle war vielfach präbendiert, so in Minden, Hildesheim und Konstanz. Die Quellenlage gibt über seinen weiteren Lebensweg keinen Aufschluss.